# Caicumeo (subdelegación)
La subdelegación de Caicumeo (< mapudungun kalku o kaiku «el hechicero» y mew  «donde») fue una de las seis subdelegaciones del Gobierno pertenecientes al antiguo Departamento de Ancud, hasta que en 1876 se anexara la subdelegación de Cancalhué, por lo que pasó a ser una de las siete; esta demarcación territorial estaba avalada por la Constitución de 1833 que en su artículo 115.º subdividía al país en provincias, las provincias en departamentos, los departamentos en subdelegaciones y las subdelegaciones en distritos.
Caicumeo se subdividía en dos distritos y limitaba «al N. desde las montañas de Lechagua por una línea recta al E. pasando por el arroyo de Caracoles hasta la toma del riachuelo Butalelbun; al S. por el río Puntra; al E. por el río Pudeto, las montañas de Bandamó y Beubeo, y al O. por las montañas de Mechaico y Coipomó».